# Real Cycling Team
Real Cycling Team is een Braziliaanse wielerploeg die in 2005 werd opgericht als amateurwielerploeg. Sinds 2012 heeft de ploeg zijn UCI-licentie en kan het sindsdien dus deelnemen aan de continentale circuits. 

## Bekende (ex-)wielrenners
- Edgardo Simón (2011-2012)